# Lista de mamíferos da Bahia
Esta lista de mamíferos da Bahia é composta pelas 273 espécies de mamíferos com ocorrência confirmada no estado brasileiro da Bahia.
Uma espécie, o peixe-boi-marinho, está regionalmente extinta. Quarenta e uma estão criticamente em perigo, em perigo ou vulneráveis. Quatro espécies estão quase ameaçadas de extinção e 51 espécies foram classificadas com dados insuficientes.

## OrdemDidelphimorphia
Família Didelphidae
- Caluromys philander
- Cryptonanus agricolai
- Gambá-de-orelha-branca
- Gambá-de-orelha-preta
- Gracilinanus agilis
- Gracilinanus microtarsus
- Marmosa murina
- Marmosops incanus
- Metachirus nudicaudatus
- Marmosa demerarae
- Micoureus paraguayanus
- Monodelphis domestica
- Monodelphis americana
- Monodelphis kunsi
- Monodelphis rubida
- Philander frenatus
- Thylamys karimii

## OrdemPilosa
Família Bradypodidae
- Preguiça-de-coleira
- Preguiça-comum

Família Cyclopedidae
- Cyclopes didactylus

Família Myrmecophagidae
- Tamanduá-bandeira
- Tamanduá-mirim

## OrdemCingulata
Família Dasypodidae
- Cabassous tatouay
- Cabassous unicinctus
- Tatu-galinha
- Dasypus septemcinctus
- Tatupeba
- Tatu-canastra
- Tolypeutes tricinctus

## OrdemPrimates

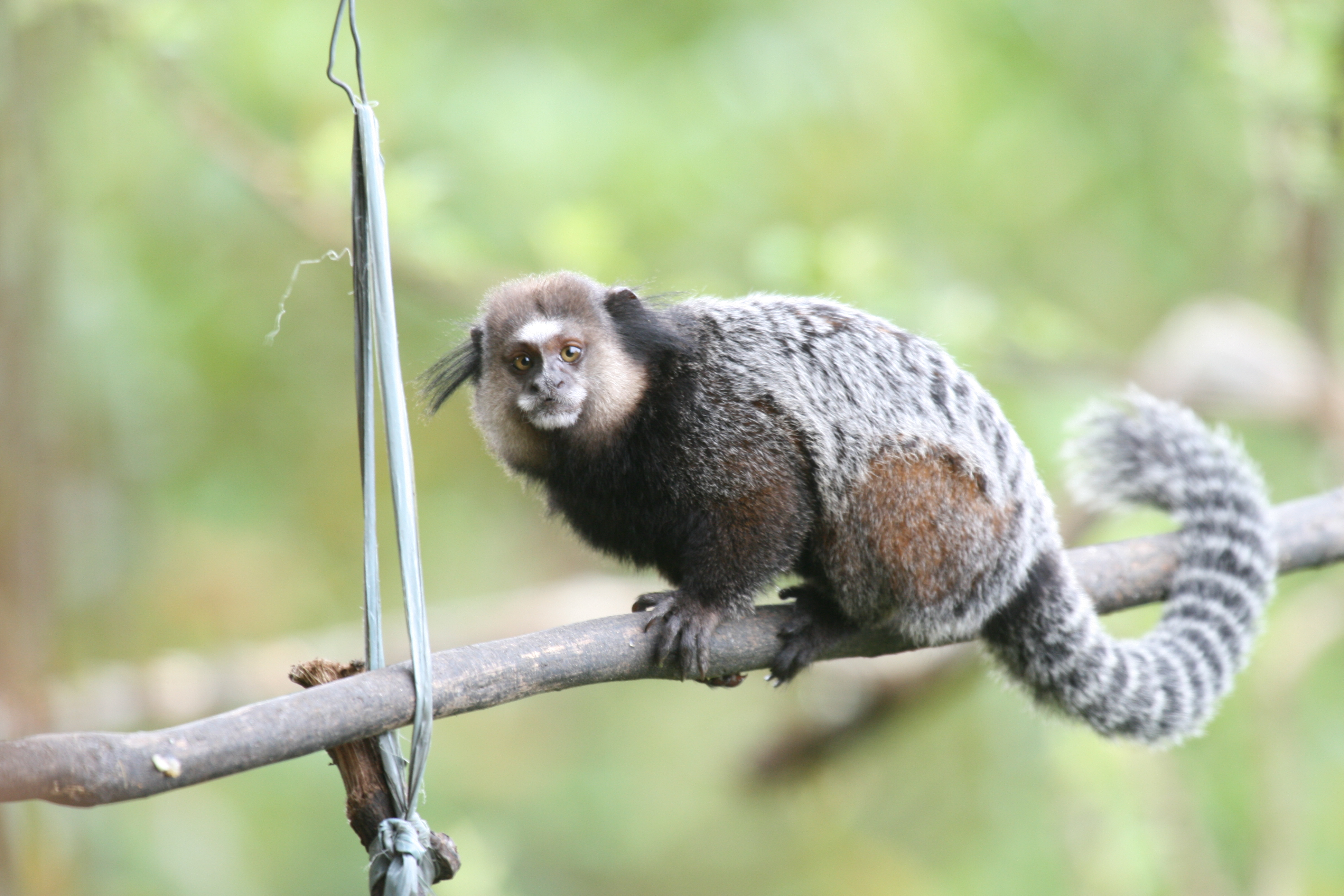
C. kuhlii é endêmico do sul da Bahia

Família Callitrichidae
- Callithrix geoffroyi
- Callithrix jacchus
- Callithrix kuhlii
- Callithrix penicillata
- Mico-leão-de-cara-dourada

Família Cebidae
- Sapajus libidinosus
- Sapajus robustus
- Macaco-prego-do-peito-amarelo

Família Pitheciidae
- Callicebus barbarabrownae
- Callicebus coimbrai
- Callicebus melanochir
- Callicebus personatus

Família Atelidae
- Alouatta caraya
- Alouatta guariba guariba
- Muriqui-do-norte

## OrdemLagomorpha
Família Leporidae
- Tapiti

## OrdemChiroptera
Família Emballonuridae
- Centronycteris maximiliani
- Diclidurus albus
- Peropteryx kappleri
- Peropteryx macrotis
- Peropteryx trinitatis
- Rhynchonycteris naso
- Saccopteryx bilineata
- Saccopteryx leptura

Família Phyllostomidae
- Desmodus rotundus
- Diaemus youngi
- Diphylla ecaudata
- Anoura caudifer
- Anoura geoffroyi
- Choeroniscus minor
- Glossophaga soricina
- Lichonycteris degener
- Lionycteris spurrelli
- Lonchophylla mordax
- Chrotopterus auritus
- Glyphonycteris daviesi
- Lampronycteris brachyotis
- Lonchorhina aurita
- Lophostoma brasiliense
- Lophostoma carrikeri
- Lophostoma silvicolum
- Macrophyllum macrophyllum
- Micronycteris hirsuta
- Micronycteris megalotis
- Micronycteris microtis
- Micronycteris minuta
- Micronycteris sanborni
- Micronycteris schmidtorum
- Micronycteris sylvestris
- Mimon bennettii
- Mimon crenulatum
- Phylloderma stenops
- Phyllostomus discolor
- Phyllostomus elongatus
- Phyllostomus hastatus
- Tonatia bidens
- Tonatia brasiliense
- Tonatia saurophila
- Trachops cirrhosus
- Trinycteris nicefori
- Carollia brevicauda
- Carollia perspicillata
- Rhinophylla pumilio
- Sturnira lilium
- Sturnira tildae
- Pygoderma bilabiatum
- Artibeus cinereus
- Artibeus concolor
- Artibeus fimbriatus
- Artibeus glaucus
- Artibeus gnomus
- Artibeus lituratus
- Artibeus planirostris
- Artibeus obscurus
- Chiroderma doriae
- Chiroderma villosum
- Platyrrhinus lineatus
- Platyrrhinus recifinus
- Uroderma bilobatum
- Uroderma magnirostrum
- Vampyressa pusilla
- Vampyrodes caraccioli

Família Mormoopidae
- Pteronotus gymnonotus

Família Noctilionidae
- Morcego-buldogue
- Morcego-pescador

Família Furipteridae
- Furipterus horrens

Família Thyropteridae
- Thyroptera devivoi
- Thyroptera discifera
- Thyroptera tricolor

Família Natalidae
- Natalus macrourus

Família Molossidae
- Cynomops abrasus
- Cynomops greenhalli
- Cynomops planirostris
- Eumops auripendulus
- Eumops bonariensis
- Eumops delticus
- Eumops glaucinus
- Eumops perotis
- Molossops temminckii
- Molossus molossus
- Molossus pretiosus
- Molossus rufus
- Molossops mattogrossensis
- Nyctinomops aurispinosus
- Nyctinomops laticaudatus
- Nyctinomops macrotis
- Promops nasutus
- Tadarida brasiliensis

Família Vespertilionidae
- Eptesicus brasiliensis
- Eptesicus chiriquinus
- Eptesicus diminutus
- Eptesicus furinalis
- Lasiurus blossevillii
- Lasiurus ega
- Lasiurus egregius
- Histiotus velatus
- Rhogeessa hussoni
- Rhogeessa io
- Myotis albescens
- Myotis lavali
- Myotis nigricans
- Myotis riparius
- Myotis ruber

## OrdemCarnivora
Família Felidae
- Leopardus braccatus
- Jaguatirica
- Leopardus tigrinus
- Gato-maracajá
- Puma concolor
- Herpailurus yagouaroundi
- Panthera onca

Família Canidae
- Cerdocyon thous
- Lobo-guará
- Raposa-do-campo
- Cachorro-vinagre

Família Otariidae
- Arctocephalus tropicalis
- Elefante-marinho-do-sul
- Leão-marinho

Família Mustelidae
- Lontra-neotropical
- Ariranha
- Irara
- Furão-pequeno

Família Mephitidae
- Conepatus semistriatus

Família Procyonidae
- Quati-de-cauda-anelada
- Jupará
- Mão-pelada

## OrdemPerissodactyla
Família Tapiridae
- Tapirus terrestris

## OrdemArtiodactyla
Família Suidae
- Caititu
- Queixada

Família Cervidae
- Cervo-do-pantanal
- Veado-campeiro
- Veado-mateiro
- Veado-catingueiro

## OrdemSirenia
Família Trichechidae
- Peixe-boi-marinho

## OrdemCetacea
Família Balaenidae
- Baleia-franca-austral

Família Balaenopteridae
- Baleia-de-minke
- Baleia-minke-antártica
- Baleia-sei
- Baleia-de-bryde
- Baleia-azul
- Baleia-comum
- Baleia-jubarte

Família Delphinidae
- Golfinho-comum-de-bico-curto
- Orca-pigmeia
- Baleia-piloto-de-aleta-curta
- Baleia-piloto-de-aleta-longa
- Golfinho-de-risso
- Orca
- Golfinho-cabeça-de-melão
- Falsa-orca
- Sotalia guianensis
- Golfinho-pintado-pantropical
- Golfinho-clímene
- Golfinho-riscado
- Golfinho-pintado-do-atlântico
- Golfinho-rotador
- Golfinho-de-dentes-rugosos
- Golfinho-roaz

Família Kogiidae
- Cachalote-pigmeu
- Cachalote-anão

Família Phocoenidae
- Cachalote

Família Ziphiidae
- Baleia-bicuda-de-gervais
- Baleia-bicuda-de-layard
- Baleia-bicuda-de-true
- Baleia-bicuda-de-cuvier

## OrdemRodentia
Família Sciuridae
- Guerlinguetus ingrami

Família Caviidae
- Cavia aperea
- Galea spixii
- Capivara

Família Cricetidae
- Akodon cursor
- Blarinomys breviceps
- Calomys expulsus
- Cerradomys marinhus
- Cerradomys scotti
- Cerradomys vivoi
- Cerradomys subflavus
- Euryoryzomys russatus
- Holochilus brasiliensis
- Holochilus sciureus
- Hylaeamys laticeps
- Hylaeamys megacephalus
- Necromys lasiurus
- Nectomys squamipes
- Nectomys rattus
- Oecomys catherinae
- Oligoryzomys flavescens
- Oligoryzomys fornesi
- Oligoryzomys nigripes
- Oligoryzomys rupestris
- Oligoryzomys stramineus
- Oxymycterus dasytrichus
- Oxymycterus delator
- Pseudoryzomys simplex
- Rhipidomys cariri
- Rhipidomys mastacalis
- Rhipidomys macrurus
- Thalpomys cerradensis
- Thaptomys nigrita
- Wiedomys cerradensis
- Wiedomys pyrrhorhinos

Família Cuniculidae
- Paca

Família Dasyproctidae
- Dasyprocta azarae
- Dasyprocta nigriclunis
- Dasyprocta prymnolopha

Família Echimyidae
- Rato-do-cacau
- Carterodon sulcidens
- Clyomys laticeps
- Euryzygomatomys spinosus
- Kannabateomys amblyonyx
- Phyllomys blainvillii
- Phyllomys lamarum
- Phyllomys pattoni
- Phyllomys unicolor
- Thrichomys inermis
- Trinomys albispinosus
- Trinomys iheringi
- Trinomys minor
- Trinomys mirapitanga

Família Erethizontidae
- Ouriço-preto
- Coendou insidiosus
- Coendou prehensilis